# Dasypolia sordida
Dasypolia sordida är en fjärilsart som beskrevs av Feichenberger 1962. Dasypolia sordida ingår i släktet Dasypolia och familjen nattflyn. Inga underarter finns listade i Catalogue of Life.